# Léon Johnson
Léon Édouard Johnson (ur. 29 lutego 1876 w Nicei, zm. 2 stycznia 1943 w Paryżu) – francuski strzelec, trzykrotny medalista olimpijski i multimedalista mistrzostw świata.
Z zawodu był rusznikarzem. W latach 1919–1928 burmistrz Montesson, w którym jego imieniem nazwano później jedną z ulic.
Trzykrotny uczestnik igrzysk olimpijskich (IO 1908, IO 1912, IO 1920). Wystąpił w co najmniej 20 konkurencjach, zdobywając trzy medale. W 1920 roku został indywidualnym wicemistrzem olimpijskim w karabinie wojskowym leżąc z 300 m, oraz srebrnym medalistą w zawodach drużynowych (skład zespołu: Léon Johnson, André Parmentier, Achille Paroche, Georges Roes, Émile Rumeau). Ponadto w 1908 roku wywalczył brąz w karabinie dowolnym w trzech postawach z 300 m drużynowo (skład reprezentacji: Eugène Balme, Raoul de Boigne, Albert Courquin, Léon Johnson, André Parmentier).
Johnson ma w dorobku 12 medali mistrzostw świata. Nigdy nie został mistrzem świata, lecz zdobył 6 srebrnych i 6 brązowych medali. Wśród nich 2 razy stał na podium w zawodach indywidualnych. 7 medalowych pozycji osiągnął w karabinie dowolnym, 3 w pistolecie dowolnym i 2 w karabinie wojskowym. Najwięcej miejsc na podium osiągnął na mistrzostwach w 1921 roku (4).

## Wyniki

### Igrzyska olimpijskie
| Igrzyska       | Konkurencja                                        | Wynik                                         | Miejsce | Źródło |
| -------------- | -------------------------------------------------- | --------------------------------------------- | ------- | ------ |
| Londyn 1908    | Karabin dowolny, trzy postawy, 300 m               | 835 pkt. (303–282–250)                        | 8       | [ 4 ]  |
| Londyn 1908    | Karabin dowolny, trzy postawy, 300 m, drużynowo    | 4652 pkt. (druż.) 836 pkt. ind. (298–313–225) |         | [ 2 ]  |
| Londyn 1908    | Karabin małokalibrowy, znikająca tarcza, 25 jardów | 24 pkt.                                       | 21      | [ 5 ]  |
| Londyn 1908    | Karabin małokalibrowy, ruchoma tarcza, 25 jardów   | 13 pkt.                                       | 10      | [ 6 ]  |
| Sztokholm 1912 | Pistolet dowolny, 50 m                             | 454 pkt.                                      | 10      | [ 7 ]  |
| Sztokholm 1912 | Karabin dowolny, trzy postawy, 300 m               | 908 pkt. (340–298–270)                        | 24      | [ 8 ]  |
| Sztokholm 1912 | Karabin dowolny, trzy postawy, 300 m, drużynowo    | 5471 pkt. (druż.) 908 pkt. ind. (300–305–303) | 4       | [ 9 ]  |
| Sztokholm 1912 | Karabin wojskowy, drużynowo                        | 1515 pkt. (druż.) 240 pkt. ind. (68–68–62–42) | 5       | [ 10 ] |
| Sztokholm 1912 | Karabin małokalibrowy leżąc, 50 m, drużynowo       | 714 pkt. (druż.) 189 pkt. (ind.)              | 4       | [ 11 ] |
| Sztokholm 1912 | Karabin małokalibrowy, znikająca tarcza, 25 m      | 203 pkt.                                      | 19      | [ 12 ] |
| Antwerpia 1920 | Karabin wojskowy leżąc, 300 m                      | 59 pkt.                                       |         | [ 13 ] |
| Antwerpia 1920 | Karabin wojskowy leżąc, 300 m, drużynowo           | 283 pkt. (druż.)                              |         | [ 1 ]  |
| Antwerpia 1920 | Karabin wojskowy stojąc, 300 m                     | NO                                            | NO      | [ 14 ] |
| Antwerpia 1920 | Karabin wojskowy stojąc, 300 m, drużynowo          | 249 pkt. (druż.)                              | 5       | [ 15 ] |
| Antwerpia 1920 | Karabin wojskowy leżąc, 600 m, drużynowo           | 280 pkt. (druż.)                              | 5       | [ 16 ] |
| Antwerpia 1920 | Karabin wojskowy leżąc, 300 i 600 m, drużynowo     | 563 pkt. (druż.) 117 pkt. (ind.)              | 4       | [ 17 ] |
| Antwerpia 1920 | Karabin małokalibrowy stojąc, 50 m                 | NO                                            | NO      | [ 18 ] |
| Antwerpia 1920 | Karabin małokalibrowy stojąc, 50 m, drużynowo      | 1847 pkt. (druż.)                             | 5       | [ 19 ] |
| Antwerpia 1920 | Pistolet dowolny, 50 m, drużynowo                  | 2225 pkt. (druż.)                             | 6       | [ 20 ] |
| Antwerpia 1920 | Pistolet wojskowy, 30 m, drużynowo                 | 1239 pkt. (druż.)                             | 5       | [ 21 ] |

### Medale mistrzostw świata
Opracowano na podstawie materiałów źródłowych:
| Mistrzostwa           | Konkurencja                                     | Wynik                                         | Miejsce |
| --------------------- | ----------------------------------------------- | --------------------------------------------- | ------- |
| Wiedeń 1908           | Karabin dowolny, trzy postawy, 300 m, drużynowo | 4580 pkt. (druż.) 882 pkt. ind. (303–289–290) |         |
| Hamburg 1909          | Karabin dowolny, trzy postawy, 300 m, drużynowo | 4838 pkt. (druż.)                             |         |
| Loosduinen 1910       | Karabin dowolny, trzy postawy, 300 m, drużynowo | 4844 pkt. (druż.)                             |         |
| Bajonna/Biarritz 1912 | Karabin dowolny, trzy postawy, 300 m, drużynowo | 5027 pkt. (druż.)                             |         |
| Camp Perry 1913       | Karabin dowolny, trzy postawy, 300 m, drużynowo | 4767 pkt. (druż.)                             |         |
| Camp Perry 1913       | Pistolet dowolny, 50 m, drużynowo               | 2234 pkt. (druż.)                             |         |
| Viborg 1914           | Pistolet dowolny, 50 m, drużynowo               | 2497 pkt. (druż.)                             |         |
| Lyon 1921             | Karabin wojskowy, trzy postawy, 300 m           | 460 pkt.                                      |         |
| Lyon 1921             | Karabin wojskowy leżąc, 300 m                   | 167 pkt.                                      |         |
| Lyon 1921             | Karabin dowolny, trzy postawy, 300 m, drużynowo | 4609 pkt. (druż.)                             |         |
| Lyon 1921             | Pistolet dowolny, 50 m, drużynowo               | 2464 pkt. (druż.)                             |         |
| Reims 1924            | Karabin dowolny, trzy postawy, 300 m, drużynowo | 5097 pkt. (druż.)                             |         |